# Fata-Morgana-Land
Fata-Morgana-Land ist eine Phantominsel in der Grönlandsee. Mehrere Sichtungen am Anfang des 20. Jahrhunderts konnten letztendlich nicht bestätigt werden.

## Erstentdeckung
Während der Danmark-Expedition führte eine Hundeschlittenreise nach Peary Land Johan Peter Koch und Aage Bertelsen mit ihrem grönländischen Schlittenführer Tobias Gabrielsen an Nordostrundingen, dem östlichsten Punkt Grönlands, vorbei. Am 2. Mai 1907 meinten sie, in nordöstlicher Richtung Land zu sehen. Sie versuchten, es zu erreichen, aber die Eisverhältnisse waren so schwierig, dass sie umkehren mussten. Inzwischen war die vermeintliche Insel ihren Augen entschwunden.

## Weitere Expeditionen
Die Vermutung, es könne noch unbekanntes Land zwischen Grönland und Spitzbergen geben, wurde in den 1930er Jahren erneut genährt, als sowohl die dänischen Polarforscher Lauge Koch (1933) und Peter Freuchen (1935) als auch die sowjetische Nordpol-1-Expedition (1937) berichteten, die Insel gesehen zu haben. Iwan Papanins Sichtung führte Lauge Koch unmittelbar dazu, 1938 Aufklärungsflüge über der Grönlandsee zu unternehmen. Er führte zwei Flüge mit einem Dornier Wal aus, die ihn vom Kongsfjord Spitzbergens am 10. Mai 1938 zum Kronprins Christian Land und am 15./16. Mai nach Peary Land führten. Auf beiden Flügen überquerte er das Seegebiet, in dem Fata-Morgana-Land erwartet wurde, ohne es allerdings entdecken zu können. Auch für die 1938–1939 unternommene Mørkefjord-Expedition von Eigil Knuth, Ebbe Munck und Alf Trolle (1879–1949) waren die vermeintlichen Sichtungen der hypothetischen Insel eine wesentliche Motivation.

## Mögliche Identifizierung
Es war eine Überraschung, als 1993 vom deutschen Forschungsschiff Polarstern tatsächlich etwa 80 km vor der Küste Nordostgrönlands eine bis dahin unbekannte Insel entdeckt wurde. Gereon Budéus vom Alfred-Wegener-Institut in Bremerhaven landete mit dem Helikopter auf deren Eiskappe. Nach ihrer Lage, etwa 240 km südlich von Nordostrundingen, kann es sich dabei nicht um die von Koch, Bertelsen und Gabrielsen gesehene Insel handeln. Trotzdem wurde sie zu Ehren von letzterem Tobias Ø (grönländisch Tuppiap Qeqertaa) benannt.